# Javorius Allen
Javorius Allen, detto Buck (Tallahassee, 27 agosto 1991), è un giocatore di football americano statunitense che milita nel ruolo di running back per i Baltimore Ravens della National Football League (NFL).

## Biografia

### Baltimore Ravens
Dopo avere giocato al college a football a USC, Allen fu scelto nel corso del quarto giro (125º assoluto) del Draft NFL 2015 dai Baltimore Ravens. Debuttò come professionista subentrando nella gara del primo turno contro i Denver Broncos in cui corse nove volte per trenta yard. Il suo primo touchdown su ricezione lo segnò nella vittoria della settimana 12 contro i Cleveland Browns, gara in cui partì per la prima volta come titolare complice l'infortunio di Justin Forsett. Si ripeté anche sette giorni dopo contro i Miami Dolphins. Il primo su corsa fu nel penultimo turno, in cui corse un massimo stagionale di 77 yard nella vittoria a sorpresa sui Pittsburgh Steelers. La sua stagione da rookie si chiuse con 514 yard corse in 137 tentativi.

## Statistiche
| Partite totali         | 16  |
| Partite da titolare    | 6   |
| Yard corse             | 514 |
| Touchdown su corsa     | 1   |
| Touchdown su ricezione | 2   |

Statistiche aggiornate alla stagione 2015